# Schronisko PTTK Skrzyczne

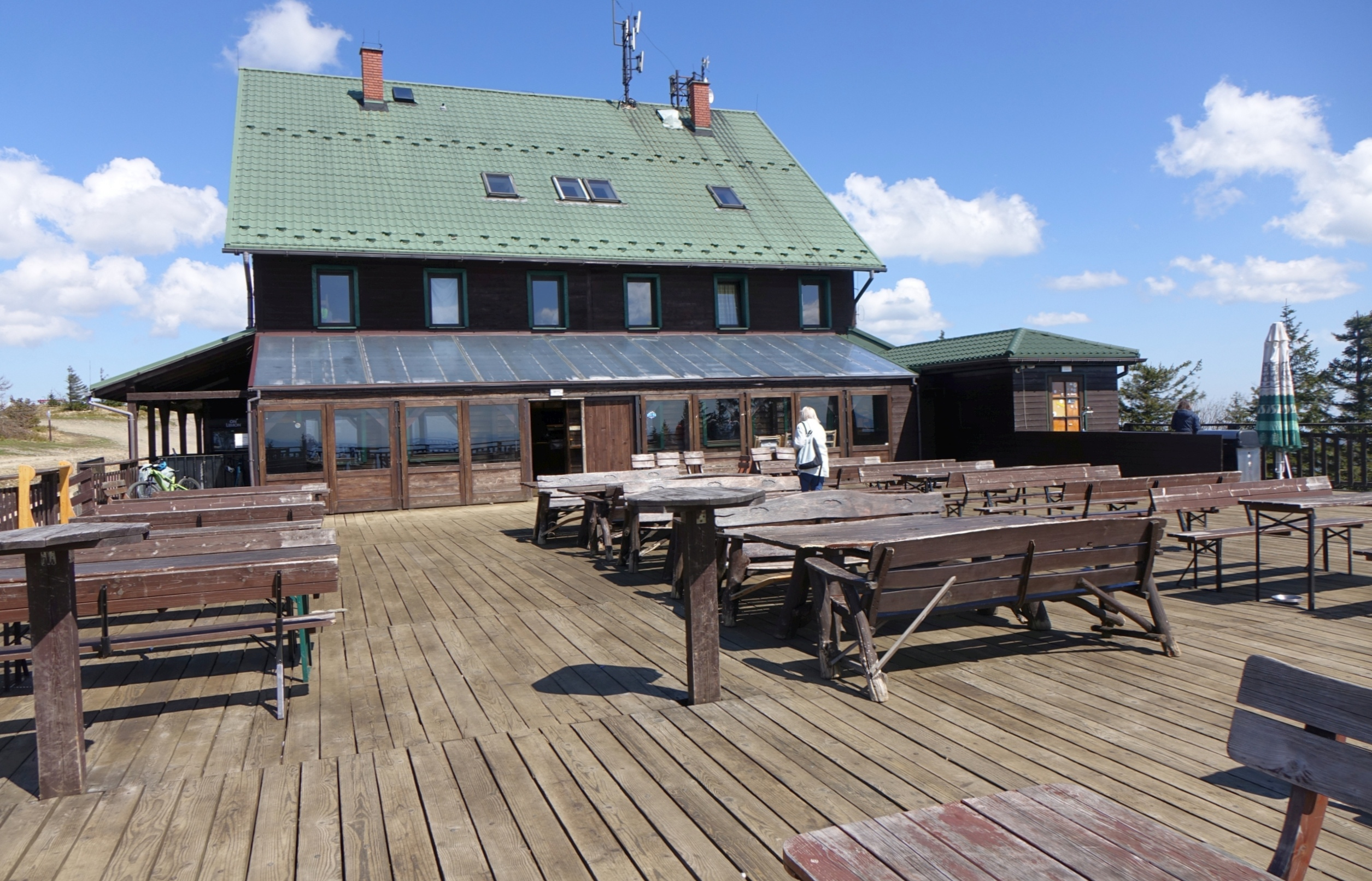

Schronisko PTTK Skrzyczne – górskie schronisko turystyczne Polskiego Towarzystwa Turystyczno-Krajoznawczego, w Beskidzie Śląskim, tuż pod szczytem Skrzycznego, położone na wysokości 1250 m n.p.m.

## Historia
Około 1930 Rudolf Urbanke zakupił od mieszkańców Lipowej parcelę na szczytowej polanie Skrzycznego i wybudował na niej drewniane schronisko w 1933 roku. Miało ono 30 miejsc noclegowych. Zimą było odwiedzane głównie przez bielskich Niemców, którzy jeździli tu na nartach. Piętrowy budynek nie pasował jednak swą architekturą do otoczenia. W połowie lat 30. XX wieku obiekt spłonął. Po pożarze właściciel przystąpił do budowy nowego, większego schroniska.
W czasie II wojny światowej schronisko zostało zajęte przez wojska niemieckie. Właściciel, będący Niemcem, mógł jednak nadal prowadzić działalność, z czego korzystało wielu narciarzy aż do 1944. Kiedy Urbanke został powołany do armii niemieckiej, obiekt prowadziła jego żona. W zimie 1945 przez kilka tygodni znajdował się on praktycznie na linii frontu.
Budynek przetrwał wojnę, ale został w poważnym stopniu zniszczony, a jego wyposażenie rozkradzione. W 1946 schronisko jako mienie poniemieckie przejął bielski oddział Polskiego Towarzystwa Tatrzańskiego, jednak obciążony kosztami odbudowy wielu innych schronisk nie dysponował on funduszami potrzebnymi do jego remontu. Budynek stał opuszczony i zagrożony zupełnym zniszczeniem. Dopiero w 1946 roku obiekt został przejęty przez Oddział Górnośląski PTT, który przeprowadził pierwszy, niezbędny remont. W schronisku powstał bufet turystyczny, jadalnia oraz sala noclegowa. Po remoncie schronisko uroczyście otwarto w czerwcu 1950. Od końca 1950 schronisko znajduje się w gestii Polskiego Towarzystwa Turystyczno-Krajoznawczego.
Zakończenie budowy w 1958 kolei krzesełkowej „Skrzyczne” ze Szczyrku, znacznie zwiększyło nasilenie ruchu turystycznego w obiekcie. Dzięki temu również 31 grudnia 1960 do schroniska doprowadzono energię elektryczną. Liczba miejsc noclegowych w następnych latach wahała się w granicach 40–50.
Jesienią 1998 roku przystąpiono do remontu generalnego i modernizacji schroniska. Budynek został pokryty nowym, spadzistym dachem, pod którym uzyskano użytkowe poddasze. Poszerzono parter, od strony wejścia dobudowano zadaszenie, a z boku taras. Zdecydowanie podniesiony został standard wyposażenia pokoi (węzły sanitarne) kosztem zmniejszenia liczby miejsc noclegowych.
6 lutego 2025 r. doszło do pożaru stojącego obok schroniska budynku, mieszczącego magazyn i bufet grillowy. Wozy strażackie były w stanie dojechać jedynie na Halę Jaworzyna. Wyżej strażaków i sprzęt transportowano na szczyt skuterami śnieżnymi, quadami i ratrakami. Obiekt spłonął doszczętnie, jednak udało się powstrzymać rozprzestrzenienie się ognia na schronisko: jego wnętrza zostały jedynie zadymione i musiano z nich czasowo ewakuować 22 osoby (pracowników i gości).

## Warunki pobytu
Obecnie schronisko dysponuje 29 miejscami noclegowymi, trzema salami jadalnymi oraz bufetem na tarasie widokowym (tylko w sezonie letnim).

## Szlaki turystyczne
Szczyrk Centrum – Skrzyczne – Małe Skrzyczne – Malinowska Skała – Barania Góra;
 Szczyrk Górny – Hala Jaworzyna – Skrzyczne – Ostre;
 Buczkowice – Lanckorona – węzeł szlaków  i  pod Skrzycznem.